# Maika Hamano
Maika Hamano (japanisch 浜野 まいか Hamano Maika; * 9. Mai 2004 in Takaishi, Präfektur Osaka) ist eine japanische Fußballspielerin.

## Karriere

### Vereine
Aus der Jugend von Cerezo Osaka kommend ging sie Anfang 2020 in deren erste Mannschaft über. Im August 2021 wechselte sie zum INAC Kobe Leonessa. Dort war sie bis Januar 2023 aktiv. Anschließend unterschrieb sie beim englischen Klub Chelsea FC einen Vertrag. Von diesen wurde sie bis voraussichtlich Ende 2023 erst einmal zum Hammarby IF nach Schweden verliehen.

### Nationalmannschaft
Mit der U20 nahm sie an der Weltmeisterschaft 2022 teil und kam mit dem Team ins Finale, in dem man sich Spanien mit 1:3 geschlagen geben musste.
Ihr Debüt in der A-Nationalmannschaft hatte sie am 6. Oktober 2022, als sie bei einem 2:0-Freundschaftsspielsieg über Nigeria in der 69. Minute für Mina Tanaka eingewechselt wurde.
Am 13. Juni 2023 wurde sie für den Kader bei der Weltmeisterschaft 2023 nominiert. Bei der WM, die für die Japanerinnen mit einer Viertelfinalniederlage gegen Schweden endete, wurde sie lediglich in der zweiten Minute der Nachspielzeit des Viertelfinalspiels eingewechselt, konnte dem Spiel aber keine Wende mehr geben.